# Монтреста
Монтрѐста (на италиански и на сардински: Montresta) е село и община в Южна Италия, провинция Ористано, автономен регион и остров Сардиния. Разположено е на 410 m надморска височина. Населението на общината е 559 души (към 2010 г.).
До 2004 г. общината е част от провинция Нуоро.